# Agrimonia pringlei
Agrimonia pringlei là loài thực vật có hoa trong họ Hoa hồng. Loài này được Rydb. mô tả khoa học đầu tiên năm 1913.